# Habitação espacial

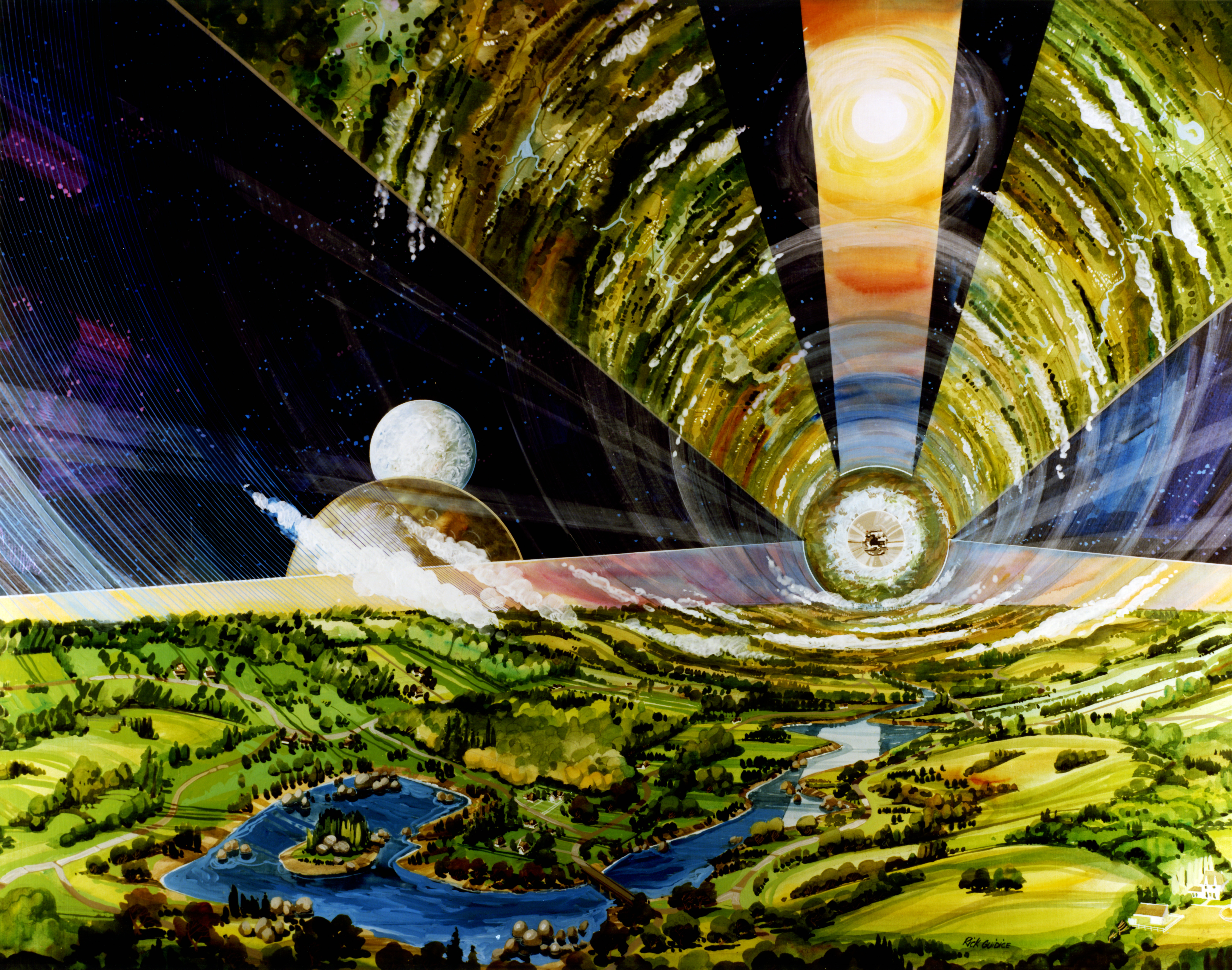
Representação artística do interior de uma Ilha Três.

Habitação espacial é um modelo de uma estação espacial futurista cuja habitação seria permanente, ao contrário das atuais. Tais habitações seriam literais "cidades" no espaço, onde pessoas pudessem viver, trabalhar e constituir família; o que faria essas tais habitações serem de proporções gigantescas e causarem um certo ponto de referência no espaço. Muitas proposições de engenharia já foram feitas sobre como construir tais habitações, variando largamente em seu grau de realismo.
Embora se trate de um assunto de ficção científica, este não pertenceria a um futuro distante, sendo possível iniciarmos o processo de construção de uma habitação no fim deste século. Um exemplo notável de uma habitação espacial é a ideia de Ilha Três, ou Colônia de O'Neill, que utilizaria força centrífuga para "produzir" gravidade artificial, sendo possível o estabelecimento de uma colônia segura em seu interior. Uma Colônia de O'Neill se aparentaria com um cilindro, de estimados 8 Km de diâmetro e 32 Km de comprimento, cuja rotação (além da translação da órbita do planeta) de seu próprio eixo iria gerar uma estável gravidade artificial, em que sua respectiva força gravitacional poderia ser controlada com base na velocidade de rotação do cilindro.

## Usos
Além de seu principal objetivo, uma habitação espacial também seria útil como campo de testes para a construção de uma nave de gerações, verificando a viabilidade de se terem centenas (ou milhares) de pessoas vivendo permanentemente no espaço. Ou também como fluente espaçoporto de entrada e saída de naves, que economizariam muito mais do que um espaçoporto em terra, até mesmo se este fosse na Lua. O que faria uma habitação espacial ser fluente no comércio, necessitando de uma outra estação em órbita, um armazém espacial, um lugar que tanto poderia ser usado para estoque de mercadorias oriundas de rotas mercantes, tanto para estoque de minérios e matérias-primas extraídos de uma colônia ou um asteroide próximo.

## Energia

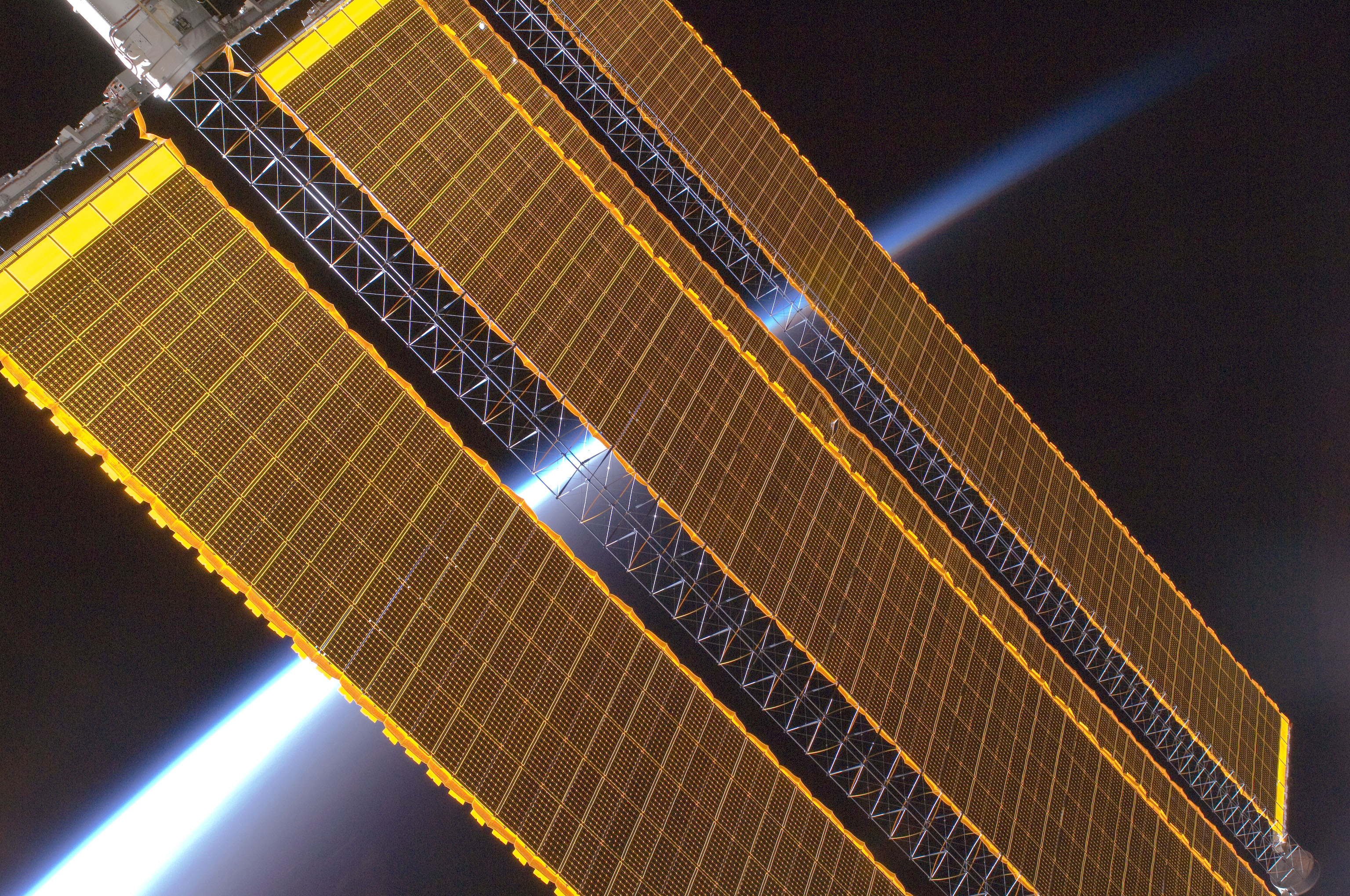
Painel solar alimentando a Estação Espacial Internacional

Já que tais habitações estariam no espaço, o mais recomendado é o uso de painéis solares em sua parte externa; com a ausência de atmosfera, poderiam render uma enorme quantidade de energia elétrica, suficiente até, dependendo do número de painéis, para fornecer energia total para a habitação.